# 張四維
張四維（1526年6月21日—1585年11月29日），字子维，號鳳磐，或作鳳盤。山西平阳府蒲州风陵乡（今山西省运城市芮城县风陵渡镇）人。明朝政治人物。嘉靖癸丑進士，萬曆時接替張居正，任內閣首輔。

## 生平
明嘉靖五年五月十二日（1526年6月21日），張四維出生于山西鹽商世家，為蒲州豪贾。十五歲举秀才，名列优等，学政甚奇之。嘉靖二十八年（1549年）高中山西鄉試第二名举人。嘉靖三十二年（1553年）成癸丑科進士，入翰林院为庶吉士。嘉靖三十四年（1555年）授翰林院编修。
隆庆元年（1567年），因分摹《永樂大典》有功，升右春坊右中允，充任经筵日讲官，升左春坊左谕德兼翰林院侍读。四維倜儻有才智，明習時事，有“真博物君子”之譽，为內閣首輔高拱所器重。隆慶三年（1569年），高拱提拔其为翰林院学士，再升吏部右侍郎。隆慶四年（1570年）十月，蒙古可汗俺答之孫汉那吉归降朝廷，朝议纷纷，四维力挺高拱、张居正，促成「俺答封貢」。升为吏部左侍郎，以疾乞归。
萬曆二年（1574年）復原官，仍掌詹事府事，充任《世宗实录》副总裁。萬曆三年（1575年）為張居正引薦，以禮部尚書兼東閣大學士入赞机务。萬曆六年（1578年）春，主持神宗婚礼，加少保，晋武英殿大学士。最初在內閣時，張四維多曲從張居正，逐漸不堪忍受，擬旨不盡如居正之意，於是張居正逐漸漸惡張四維。萬曆十年（1582年）張居正病逝，張四維代為首輔，一反張居正的改革措施，緩和矛盾，收攏人心，隨即擬旨宣佈張居正「誣蔑親藩，侵奪王墳府第，籍制言官，蔽塞朕聰，專權亂政」。累官加至少师、吏部尚书、中极殿大学士。萬曆十一年四月，張四維因父喪而回鄉守孝，臨行前向神宗進言道「臣行能薄劣，日侍左右無所禆益。今當遠離，伏望皇上法祖，孝親，講學，勤政，清心，寡欲，惜財，愛民，日慎一日，保終如始。臣不勝惓惓犬馬至願」。
以父喪離職，萬曆十三年（1585年）十月，服丧将满，病殁于家。神宗辍一日视朝，卒諡文毅。

## 著作
著有《條麓堂集》。

## 事跡
张居正执政时，以严刑峻法治理朝事，但亦结怨甚多。反对張居正的人遂与宦官内外勾结，朝议鼎沸，政令难行。張四维见怨恨張居正的人甚多，决定以宽大从事，安定人心，遂乘神宗生子之际，劝皇帝放宽政策，荡涤繁苛，施惠天下，并使受張居正排挤或罢官的重要人物复职，時論多讚譽其有首輔才。當時雲南貢金延期，神宗欲問罪當地土官，又下旨取雲南舊貯礦銀二十萬，都被張四維力言勸止。
王世貞說：“四維父鹽長蘆，累資數十百萬，崇古鹽在河東，相互控制二方利。”御史郜永春疏奏：“河东盐（今运城池盐）法之坏由势要横行，大商专利”，意指張四維、王崇古為勢要，四維父、崇古弟為大商。
張居正被抄家後，張敬修自縊，死前留書與张四维，表达了怨怒：“有便，告知山西蒲州相公张凤盘，今张家事已完结矣，愿他辅佐圣明天子于亿万年也！”

## 家族
祖父张谊。父亲张允龄，早年即外出經商，足迹半天下，舅父王崇古官居兵部尚書、陝西總督，善谈兵事，四维受其影響，亦熟知边防事务。
弟张四端、张四教、张四事（生员）、张四象、张四術、张四輔。
夫人王氏，累封一品夫人，生六子：甲徵、泰徵、定徵、久徵、元徵、献徵。女婿馬慥。

## 延伸阅读
[在维基数据编辑]
 《國朝獻徵錄·卷之十七》，出自焦竑《國朝獻徵錄》
 《明史卷二百一十九》，出自《明史》

| 官衔          | 官衔                                            | 官衔          |
| ------------- | ----------------------------------------------- | ------------- |
| 前任： 張居正 | 明朝内阁首輔 萬曆十年－十一年（1582年－1583年） | 繼任： 申時行 |